# Kent Scholz
Kent Scholz (* 16. Oktober 1968) ist ein ehemaliger deutscher Fußballspieler und -trainer. In seiner Zeit als Aktiver spielte er unter anderem in Dänemark.

## Biographie
Kent Scholz stammt aus Flensburg und wechselte Anfang 1990 nach Dänemark zu Esbjerg fB. Für den Klub spielte er fast sieben Jahre lang und ging Anfang 1997 zu Vejle BK. Er absolvierte für den Verein 100 Spiele. Mit dem Klub spielte er in der Spielzeit 1998/99 im UEFA-Pokal.
Im Jahre 2001 verließ er den dänischen Fußball und wechselte zu Flensburg 08. Bereits kurze Zeit nach seiner Ankunft, im September 2001, übernahm er dort den Trainerposten und fungierte als Spielertrainer. 2003 beendete Scholz seine Spielerkarriere und blieb Trainer; 2005 trat er zurück.

## Sonstiges
Kent Scholz ist verheiratet. Er ist deutscher und dänischer Staatsbürger. Sein Sohn Alexander (* 1992) ist ebenfalls Fußballspieler und spielt seit Juli 2021 bei den Urawa Red Diamonds.